# Bassem Amin
Bassem Amin (in arabo باسم أمين‎?; Tanta, 9 settembre 1988) è uno scacchista egiziano, Grande Maestro, Campione africano assoluto nel 2009, 2013, 2015, 2017, 2018, 2022 e 2024.
Nella lista FIDE di gennaio 2019 ha raggiunto il proprio record Elo, con 2712 punti, primo giocatore africano e 35º al mondo, unico giocatore africano a superare la soglia dei 2700 punti che informalmente definisce i SuperGM.

## Carriera
Sono numerose le sue partecipazioni ad eventi giovanili e juniores:

### Giovanili

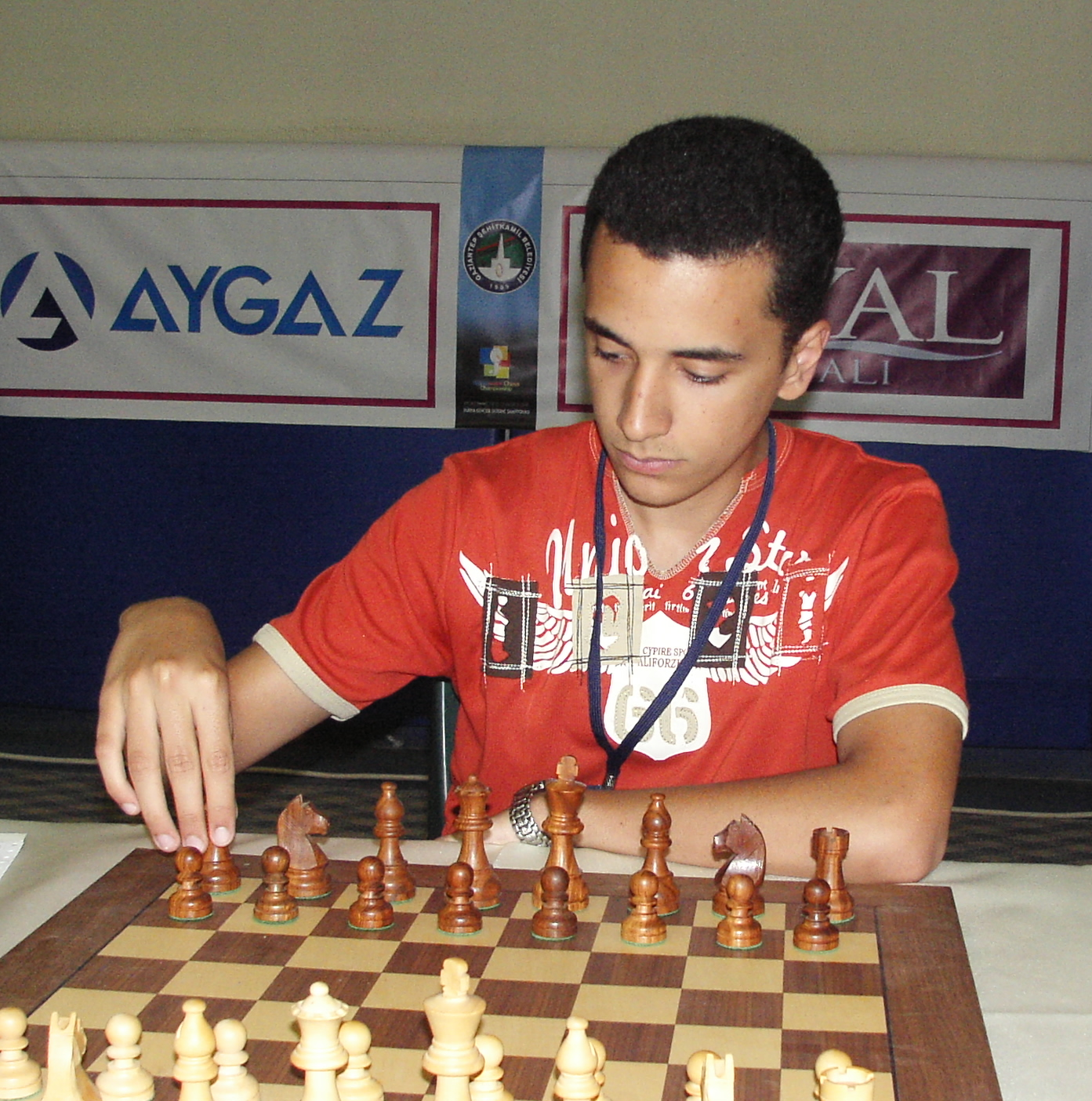
Nel 2008 durante i Campionati Juniores

Del Campionato del mondo giovanile ha partecipato alle edizioni 1997 e 1998 nella categoria U10, a quella del 1999 nella categoria U12, in questi casi giungendo lontano dai primi posti. L'edizione del 2000 a Oropesa del Mar del Mondiale U12 lo ha visto giungere =4º, 1,5 punti di distacco dal vincitore Deep Sengupta.
Altre sue partecipazioni sono stati il Mondiale U14 del 2001 e del 2002 e quello U16 del 2003.
Nel Mondiale U16 del 2004 a Heraklion è giunto 2º alle spalle di Maxim Rodshtein.
I Mondiali U18 lo hanno visto ottenere un =5º nel 2005 (7,5 su 11, un punto alle spalle di Il'dar Chajrullin e Radosław Wojtaszek) e un =3º nel 2006 (7,5 su 11, dietro a Arik Braun e Hrant Melk'owmyan.
È stato Campione Arabo U10, U12 e due volte U14.

### Juniores
Del Campionato del mondo juniores ha partecipato all'edizione 2008, giungendo =3º alle spalle di Abhijeet Gupta e Parimarjan Negi.
Ha vinto tre volte (2005, 2006 e 2007) il Campionato Arabo juniores. L'edizione 2006 lo ha visto ottenere 7 punti su 7. Nel 2003 lo stesso evento lo ha visto giungere 2º alle spalle di Abdul Hassan.
Ha vinto 2 volte (2003-2004 e 2005) il Campionato Africano juniores. La prima vittoria gli valse il titolo di Maestro internazionale, mentre la seconda gli fece ottenere la 3a norma GM.
È Grande Maestro dall'agosto 2006 (17 anni, 11 mesi e 20 giorni di età), grazie al raggiungimento dei 2500 punti Elo e alle norme ottenute al Campionato Arabo, al Campionato Arabo U20 e al Campionato Africano juniores del 2005, il più giovane africano di sempre a raggiungere il titolo.

### Eventi individuali

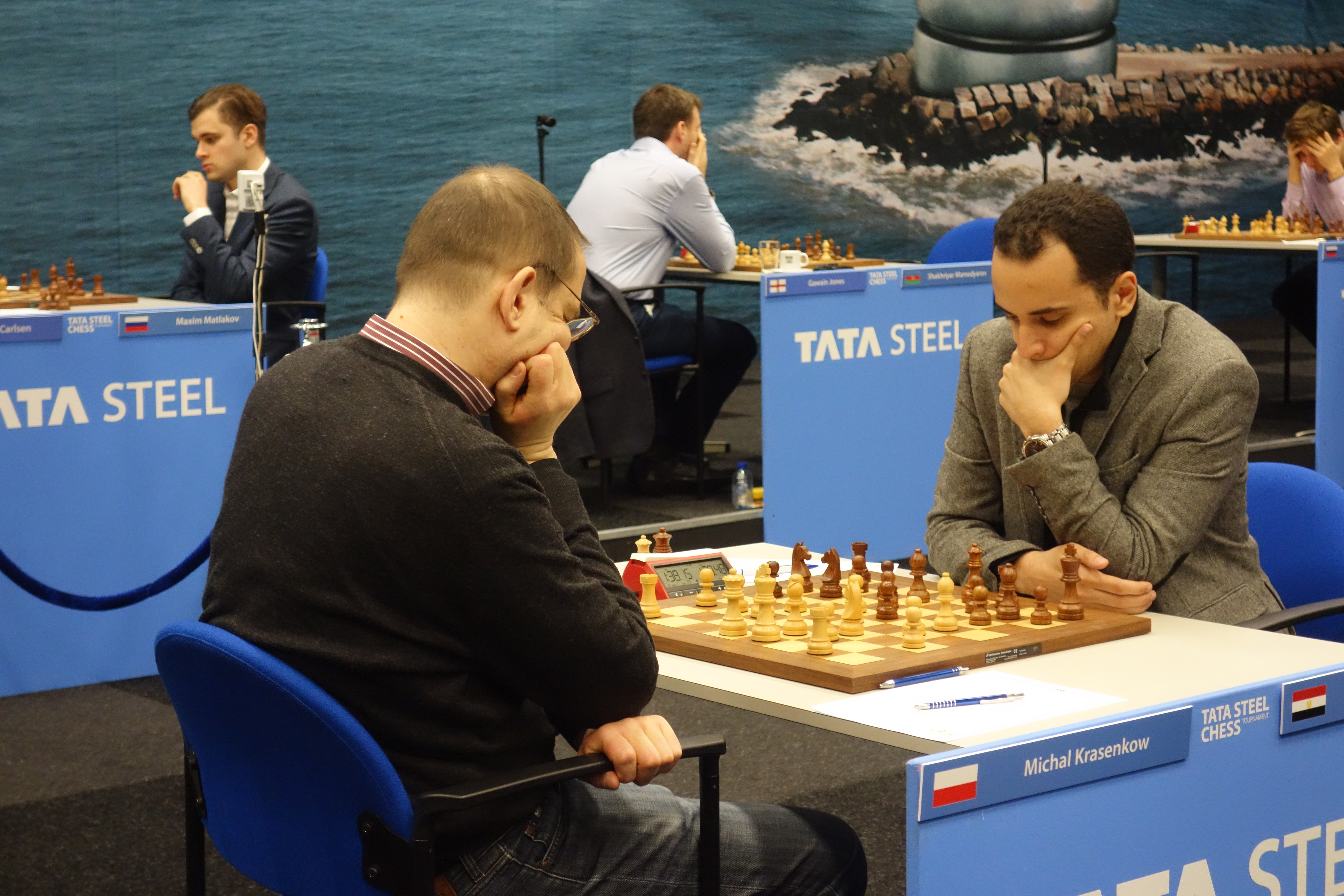
Nel 2018 nella sezione Challengers del Torneo di Wijk aan Zee mentre affronta Michail Krasenkov

Ha vinto 7 volte (2009, 2003, 2015, 2017, 2018, 2022 e 2024), un record, il Campionato africano.
Nel 2005, 2006 e 2013 ha vinto il Campionato arabo.
Le sue partecipazioni al Campionato egiziano lo hanno visto giungere =5º nel 2003 (6 su 11) e 3º (6 su 9 come Ezat Mohamed, dietro di lui per spareggio tecnico) nel 2009, ad un punto dal vincitore Ahmed Adly.
Tra i suoi altri principali successi, la vittoria nel Alsalhed Open in Yemen nel 2006, il 1º-3º posto al Reykjavík Open 2013 (3º per spareggio tecnico), il 1º-2º in quello di Abu Dhabi 2017, il 1º nel Torneo del Lago Sevan nel 2017. e, in ottobre 2018 la vittoria a Hoogeveen dell'omonimo Open.
In maggio 2019 a Abidjan in Costa d'Avorio partecipa come Wild card alla prima tappa del Grand Chess Tour 2019 nella quale giunge ultimo con 10 1/2 su 36, esprimendo un livello di gioco considerato comunque solido per l'esordio in un Torneo d'élite. In luglio a Danzhou giunge 8º e ultimo con 2 su 7 nella 10ª edizione dell'omonimo Danzhou Super Chess Grandmaster Tournament. Dello stesso mese è il 2º posto con 7 su 9 nel Campionato Africano disputato a Hammamet, 1 punto alle spalle del vincitore, il connazionale Ahmed Adly.In ottobre prende parte all'Open FIDE Grand Swiss, con 5,5 punti su 11 (+3 = 5 - 3) chiude l'evento 91º su 154 partecipanti. Tra ottobre e novembre a Cap d'Agde prende parte al Torneo Karpov, che lo vede giungere 2º sconfitto in finale (0-2) dal russo Aleksej Sarana.

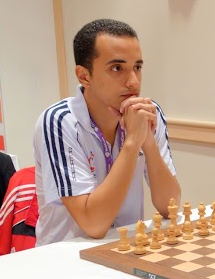
Durante la Coppa del mondo 2013

Nel gennaio 2025 vince la Rilton Cup.

#### Nel Ciclo Mondiale
Ha partecipato alla Coppa del mondo nelle edizioni di Chanty-Mansijsk 2007 (eliminato al primo turno dal rumeno Liviu Dieter Nisipeanu) e 2009 (eliminato al primo turno dal russo Vladimir Malachov), Tromsø 2013 (eliminato al primo turno dal azero Eltac Səfərli), Baku 2015 (dopo aver superato il croato Ivan Šarić è stato eliminato al secondo turno dal russo Dmitrij Jakovenko),  Tbilisi 2017 (eliminato al primo turno dall'ungherese Viktor Erdős), Khanty-Mansiysk 2019 (eliminato al primo turno dall'iraniano Amin Tabatabaei), Soči 2021 (eliminato al terzo turno da Étienne Bacroit), Baku 2023 (eliminato al terzo turno da Nils Grandelius) . 

### Eventi a squadre
Amin è conosciuto per essere un ottimo giocatore di eventi a squadre:

#### Nazionale
Ha giocato con la Nazionale egiziana in 4 Olimpiadi (2008-2014), giocando un totale di 42 partite (24 vittorie, 11 patte e 7 sconfitte). I suoi migliori risultati sono stati un 10º posto individuale come seconda scacchiera a Chanty-Mansijsk 2010 e un 23º di squadra a Tromsø 2014.
Con la Nazionale ha anche partecipato a 4 (2010-2015) edizioni del Campionato del mondo a squadre, per complessive 34 partite (+5 =15 -14). Come migliori piazzamenti ha ottenuto un 5º posto individuale come quarta scacchiera nell'edizione di Adalia 2013 e 9º di squadra in quella di Bursa 2010.

#### Club
Nel 2007 ha giocato per la El-Giza nel 5º Campionato Arabo a squadre per club a Beirut, ottenendo 9 su 9 e Oro personale e di squadra.. Altre sue partecipazioni all'evento quelle del 2006, 2010 e 2013 con la Al-Sharkia (Oro personale e Oro di squadra nel 2006 e 2013) e quelle del 2009 e 2010 con la El-Dakhlia (Bronzo personale e Argento di squadra nel 2009, Argento personale nel 2010).
È stato membro anche di squadre partecipanti alla Asian Club Cup (Al-Ain Chess Club "B", 2008) e al Campionato africano per club (El-Dakhlia, 2010, Argento personale e Oro di squadra).
Conta anche una partecipazione nella Coppa europea di scacchi per club con la francese CE de Bois Colombes.
Ha partecipato a diversi Campionati nazionali a squadre: oltre a quello egiziano (dal 2001) anche a quello islandese nel 2008 e 2013, a quello francese nel 2014, a quello spagnolo nel 2014 e a quello tedesco che ha vinto nell'aprile 2024 con la squadra SC Viernheim.

## Vita privata
Nel 2013 si è laureato in medicina presso l'Università di Tanta.
Si è sposato nel gennaio 2017 con Christine Akram, la coppia ha annunciato la nascita della prima figlia, Lara, il 15 febbraio 2018.